# مایکل کیوانوکا
مایکل ساموئل کیوانوکا (انگلیسی: Michael Samuel Kiwanuka؛ زادهٔ ۳ مهٔ ۱۹۸۷) یک موسیقی‌دان، ترانه‌سرا و خواننده اهل انگلستان است.
وی در سال ۲۰۱۲ میلادی، برندهٔ یک نظرسنجی موسوم به «بهترین صدای سال ۲۰۱۲» توسط وبگاه بی‌بی‌سی شد.
وی را با هنرمندان برجسته‌ای چون ماروین گی، کورتیس می‌فیلد، بیل ویثرز، رندی نیومن، تری کالی‌یر، اوتیس ردینگ و بزرگان دیگری چون وان موریسون و تمپتیشنز همچون مقایسه کرده‌اند.
ترانهٔ آغازین سریال دروغ‌های کوچک بزرگ از کارهای اوست.